# It Happened at the World's Fair
It Happened at the World's Fair is een Amerikaanse muziekfilm uit 1963 onder regie van Norman Taurog.

## Verhaal
Tijdens de Wereldtentoonstelling in Seattle wordt de piloot Mike Edwards verliefd op de verpleegster Diane Warren. Zijn vriend Danny Burke wil hem aan een baan helpen om zo hun geldproblemen op te lossen. Met de opdracht die hij binnenhaalt, is er iets niet helemaal in de haak.

## Rolverdeling
| Acteur        | Personage         |
| ------------- | ----------------- |
| Elvis Presley | Mike Edwards      |
| Joan O'Brien  | Diane Warren      |
| Gary Lockwood | Danny Burke       |
| Vicky Tiu     | Sue-Lin           |
| H.M. Wynant   | Vince Bradley     |
| Edith Atwater | Juffrouw Steuben  |
| Guy Raymond   | Barney Thatcher   |
| Dorothy Green | Juffrouw Ettinger |
| Kam Tong      | Walter Ling       |
| Yvonne Craig  | Dorothy Johnson   |